# Морозова (село)
Моро́зова — село Миколаївської селищної громади у Березівському районі Одеської області в Україні. Населення становить 51 осіб.

## Історія
Під час організованого радянською владою Голодомору 1932—1933 років помер щонайменше 1 житель села.
Колишній орган місцевого самоврядування — Олексіївська сільська рада.

## Населення
Згідно з переписом УРСР 1989 року чисельність наявного населення села становила 52 особи, з яких 26 чоловіків та 26 жінок.
За переписом населення України 2001 року в селі мешкала 51 особа.

### Мова
Розподіл населення за рідною мовою за даними перепису 2001 року:
| Мова       | Відсоток |
| ---------- | -------- |
| українська | 84,31 %  |
| молдовська | 13,73 %  |
| інші       | 1,96 %   |